# Baraque (construction)
Pour les articles homonymes, voir Baraque.
 (juin 2020).
Si vous disposez d'ouvrages ou d'articles de référence ou si vous connaissez des sites web de qualité traitant du thème abordé ici, merci de compléter l'article en donnant les références utiles à sa vérifiabilité et en les liant à la section « Notes et références ».
Une baraque est une construction provisoire, généralement en planches.
L'appellation baraque peut localement se confondre avec cabane dans le langage courant, mais dans la pratique la baraque fait partie des constructions qui peuvent constituer un domicile avec adresse.

## Étymologie
Selon le dictionnaire du CNRTL, le mot est un « emprunt probable par l'intermédiaire de l'ancien provençal [...] au catalan de Valence barraca « petite construction primitive servant d'abri » attesté depuis 1249, d'origine très obscure, probablement préromane : barraca serait un dérivé préroman, soit de barra « barre transversale » [...], soit de barrum « argile », mot préroman ibérique, l'argile et le bois entrant dans la construction des premières baraques catalanes. »
Baraquer, chez les ouvriers de la forêt (bûcherons, charbonniers) de jadis, c'était s'installer sur une coupe et vivre dans une baraque le temps de l'exploitation , comme aux baraques du 14 de la forêt de Chaux, dans le Jura.

## Toponymie
Dans son Dictionnaire du monde rural, Marcel Lachiver définit ainsi la baraque :
« Auberge où les rouliers pouvaient renforcer leurs attelages sur les routes à très forte déclivité, ces auberges encadrent généralement les portions déclives. On pouvait y faire aussi des réparations sommaires, les aubergistes étant souvent charrons ou maréchaux. Le mot a donné de nombreux lieux-dits les baraques ».
Issu d'un bas latin barrum, « boue », « pisé », ou dérivé de barra, « barre », le terme occitan barraca, « baraque », a donné de nombreux lieux-dits et noms de hameaux en Languedoc : ainsi Baraque-de-Trémolet en Lozère et Baraque-Pachin dans l'Aveyron. Le sens est celui d'habitation rudimentaire à la disposition du berger transhumant, du muletier et du voyageur.
Le nom de famille Baraquier évoque l'usager habituel des baraques mais aussi l'aubergiste de campagne (baraquier en occitan) tenant une auberge au confort rudimentaire.

## Description
L'édifice ne comporte pas d'étage, les pièces lorsqu'elles existent sont de plain-pied.
La baraque est en principe démontable ou transportable et peut servir d'abri mobile. La construction fixe peut être faite sur un soubassement.
Après l'usage des planches de bois, elle a utilisé fréquemment la toile goudronnée, la tôle ondulée, les panneaux de bois, les plaques de fibres-ciment.  
Baraque est un terme d'usage courant à connotation bien souvent négative concernant la qualité de vie ou l'organisation de ce dont il est question dans le lieu. Cette connotation a fait disparaître le terme « baraque » des appellations courantes pour des édifices neufs, alors qu'on pouvait dans la période moderne, sous réserve de suivre les normes pour y faire parvenir l'électricité, l'eau et l'égout.  
En fonction de nouvelles techniques utilisées au XXe siècle, le terme de bâtiment préfabriqué, devenu à l'usage préfabriqué (voire préfab), même s'il désignait un mode de construction plutôt qu'un type d'édifice a été utilisé pour les édifices de structure plus légère que les structures maçonnées. 

### En milieu agricole
La baraque à foin est un fenil. 
La baraque à outils est une construction petite et légère d'entrepôt du matériel de culture, installée dans un champ ou jardin.
Baraque, ses variantes et ses dérivés ont désigné autrefois des cabanes en pierre sèche : ainsi baracou dans les  causses de Blandas et de Campestre (Gard) et à Saint-Félix-de-l'Héras dans le Larzac héraultais ; baraquette au Mont-Saint-Clair près de Sète (Hérault) ; baraque dans  le haut Vidourle (Gard) et dans le Châtillonnais (Côte-d’Or); barraca dans les Aspres (Pyrénées-Orientales), barraque (avec deux r) dans l'Aude.

### En milieu rural manufacturier
Cette baraque agricole en bois a abouti à la fabrique en son sens d'atelier d'artisanat. Ces ateliers sont constitués de travées constituées par les baraques mises bout à bout ou alors corps à corps avec une structure de poteaux-poutres comme corps de bâtiment à pignons alignés. Le shed, qui désigne la toiture courante de l'atelier, est en anglais le terme qui désigne l'abri agricole (baraque, hangar ou cabanon) puis historiquement la baraque d'atelier. 
Ces ateliers utilisant peu la maçonnerie ont pu parfois être démontés et reconstruits.

### Pour l'armée

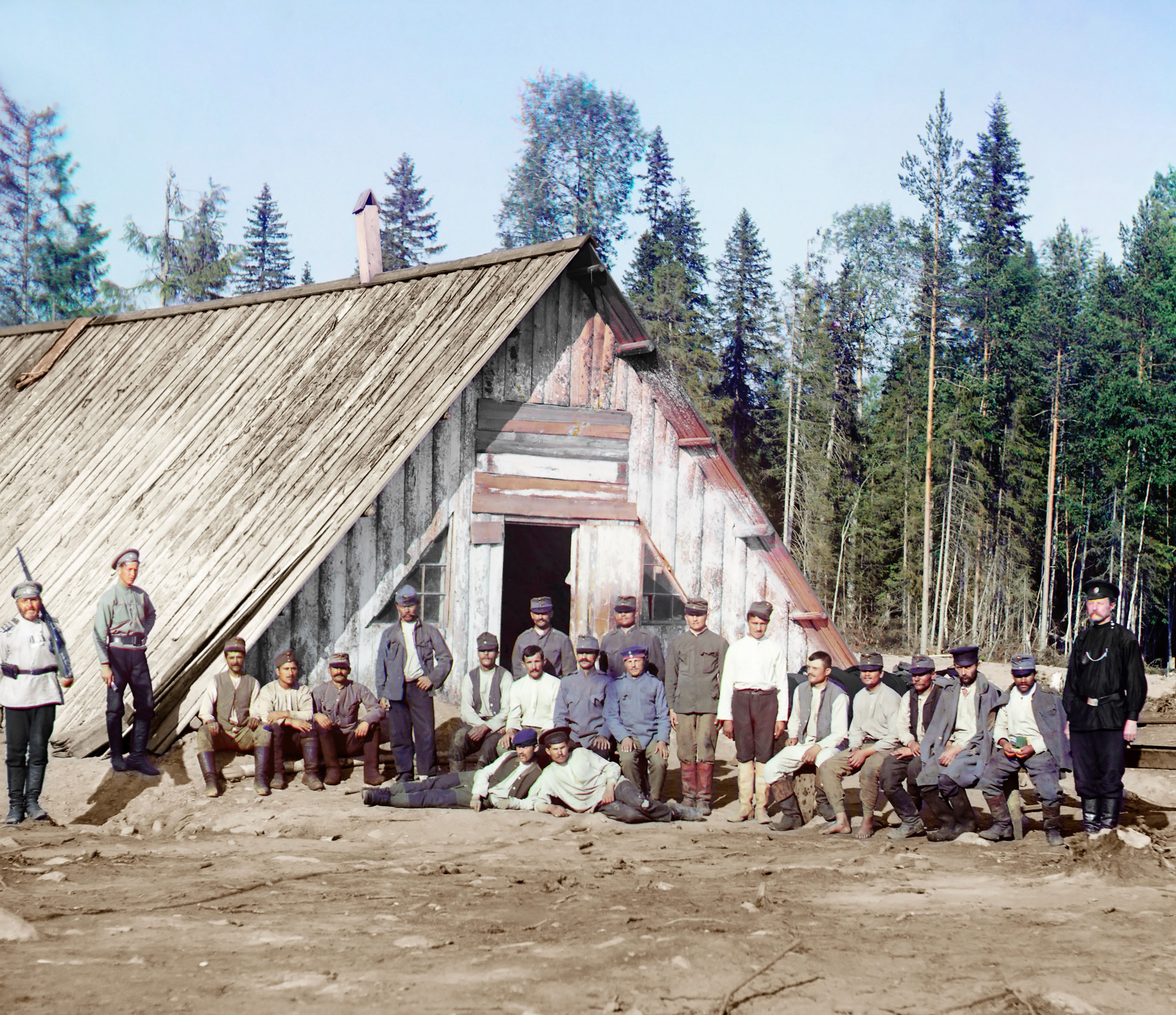
Sergueï Prokoudine-Gorski. Prisonniers autrichiens près d'une baraque, République de Carélie, 1915

La baraque de l'armée est une construction de cantonnement militaire. Elle remplace la tente. Elle a été constituée de structures en bois puis en métal en structures embouties autoporteuses à hublots, au départ gage de mobilité. 
Un alignement de baraques non forcément jointives constitue un baraquement. Par métonymie, ce terme en est venu à désigner la baraque elle-même.  
Ce terme a donné en anglais barracks, dont le sens a dérivé pour désigner tout cantonnement militaire, même construit en dur, et qui a ainsi pris le sens de caserne, pouvant s'appliquer aussi bien à des monuments historiques comme les Wellington Barracks au centre de Londres.

### Pour le logement ouvrier
En milieu rural et urbain, la baraque ouvrière est construite sur une parcelle dépendant de la manufacture-usine, de la mine, de l'exploitation agricole ayant besoin de forte main d'œuvre avant la mécanisation. Il s'agit d'un mode de production intégrant les ressources humaines en planification de production. Ce système copié dans l'esprit militaire est à l'origine ce qui a amené à la constitution des cités ouvrières, en réaction des hygiénistes du tournant XIXe siècle - XIXe siècle. 
Ces baraques dans les banlieues de villes et les villages se sont transformées en pavillons en structure maçonnée parce que la construction de baraques alignées sans aucun confort vital pour les ouvriers avant eu lieu préalablement en présentant un danger social, premier des passages de la baraque en bois à la baraque en dur, brique creuse ou bloc de béton.

### Pour les chantiers du bâtiment
La baraque de chantier est dans toutes les époques — y compris moderne — ce qui abrite les bureaux, vestiaires, sanitaires, cantines et dortoirs dans les chantiers de construction et de travaux publics. Ces éléments sont mobiles de chantier en chantier et leur spécialisation de fonction correspond à l'importance du besoin selon l'équipe d'ouvriers. Les constructions en planches improvisées pour cet usage ont été depuis longtemps remplacées par des éléments modulaires transportables fournis par des entreprises spécialisées comme Algeco, la plus connue de celles-ci (à tel point que cette marque déposée est devenue dans le langage des chantiers un nom commun désignant ce type de structure, quelle que soit sa provenance).
Lorsque ce n'est pas une roulotte, la baraque a abandonné la structure bois simple pour sa fabrication et utilise les panneaux sandwichs pour constituer les murs et le toit sous la forme d'un container.  Ces éléments modulaires d'espaces différenciés emboitables servent aussi au relogement temporaire des utilisateurs des locaux en réhabilitation.
Cette sorte de baraque procède de la même inspiration de traitement des espaces intérieurs restreints que l'architecture intérieure de chalet de loisir qui n'a pas le même aspect et qui lui ne bouge plus de son emplacement.

### Pour les automobiles
Des séries de baraques jointives construites dans les grandes agglomérations remplacent les remises traditionnelles pour garer les automobiles en zone urbaine au moment du développement de l'acquisition populaire des véhicules dans le deuxième tiers du XXe siècle. 
Certaines d'entre elles sont maçonnées en alignement avec un étage habitable à loyer à bon marché, au-dessus des boxes abritant les automobiles des propriétaires qui louent l'emplacement. 
Les séries des garages installés à proximité hors habitat ont pu servir de petits composants de réserve foncière d'urbanisation au fur et à mesure de l'urbanisation du milieu du siècle. Ces séries préfigurent les silos automobiles à emplacement loué dans la durée des grandes villes qui ont un habitat ancien prisé.

### Pour le logement d'urgence ou précaire
Des baraques ont été utilisées pour toutes les grandes migrations de population à la suite de guerres. Les camps de rapatriement ou de contingentement composés de baraques ont servi partout dans le monde : en France de la guerre d'Espagne au rapatriement depuis l'Algérie, aux États-Unis pour la construction du chemin de fer, l'internement des ressortissants d'États ennemis pendant la Seconde Guerre mondiale, en Afrique du Sud pour les Boers, etc.
Au lendemain de la Seconde Guerre mondiale en France, des baraques ont été employées à la construction des cités d'urgence. Trois baraques-témoin ont été installées à Soye à Plœmeur pour témoigner de la vie dans ces cités d'urgence.
D'autres initiatives en France suivent cet exemple, afin de témoigner de la période de la reconstruction.

### Mais aussi pour faire la fête…
La baraque foraine est un stand de jeu ou une baraque à frites, et a aussi  désigné anciennement l'habitat du forain qui a maintenant pris place dans une caravane. Les baraques fixes servant aux parties de campagne dominicales ont formé les guinguettes, qui sont devenues des espaces de loisir modernes dans des parcs où les édifices sont voulus éphémères.
À Marseille, une baraque désignait par métonymie un jeu d'arcade.